# Elogium
Ein Elogium (Plural Elogia bzw. Elogien) ist in der römischen Antike eine Ehreninschrift für Verstorbene, die auf Grabmälern, Ahnenbildern und Statuen angebracht wurde. Vom Umfang her stehen sie zwischen den (kurzen) tituli, den kennzeichnenden Aufschriften an Wachsbildern verstorbener Ahnen, die in den Hallen der vornehmen Familien ausgestellt waren, und der laudatio funebris, der Leichenrede.
Ursprünglich war der Text meist in Saturniern verfasst, später konnte er in Hexametern und Distichen (siehe auch Epigramm) oder in Prosa abgefasst sein.
In der Kaiserzeit wurde das Elogium zur literarischen Gattung, Texte wurden von Marcus Terentius Varro und Titus Pomponius Atticus gesammelt und das Verfassen von Elogia auf berühmte Verstorbene wurde zur beliebten rhetorischen Übung. Die Elogia auf den Statuen des Marstempels auf dem Augustusforum sollen von Augustus selbst verfasst worden sein. Möglicherweise hatte die Form des Elogiums auch Einfluss auf die Entwicklung des Epicediums, des römischen Trauergedichts.